# دریاچه ممرز
دریاچه ممرز یا دریاچه ارواح در ۳۲ کیلومتری شهر نوشهر و در نزدیکی روستای ونوش قرار گرفته است.
نام محلی آن دریاچه دشت ممرز است اما به دلیل باتلاقی بودن دریاچه و همچنین وجود درختان کمر شکسته که در اغلب اوقات نیز پوشیده از مه است به دریاچه ارواح بیشتر شناخته می‌شود.

## شرح جاذبه
دریاچه ارواح یا ممرز، یک پدیده نمونه طبیعی تاریخی است که به منظور حفظ گونه‌های جانوری و گیاهی آن به شماره ۴۰۲ ثبت ملی شده است. این دریاچه از نظر زمین‌شناسی احتمالاً مربوط به دوره «کرتاسه میانی» تا «کواترنری» است.

طول دریاچه ۳۰۰ متر و عرض آن ۷۰ متر و در مجموع دارای سطحی معادل ۴۰ هکتار و سطح دریاچه و اطراف آن از درختان توسکا و ممرز پوشیده شده است.

ممرز نامی یک نوع درخت بومی منطقه است با ارتفاع ۱۵ تا ۲۵ متر، تنه ای شیاردار و پوست صاف و مایل به رنگ سبز خاکستری که سالیان سال در دل دریاچه ریشه داشتند و به دلیل مجاورت دائم با آب اکنون پوسیده‌اند

## راه‌های دسترسی
برای دسترسی به این دریاچه در کیلومتر ۱۲ مسیر نور به نوشهر، پس از عبور از روستای ونوش دومین بریدگی را دور زده و پس از طی صد متر جنب شهرک صنایع دفاع (ساصد) جاده خاکی به نام جاده شرکت چکش را به طول حدوداً ۳ کیلومتر طی کرده تا به دوراهی رسیده و سمت چپ دوراهی با محل نگهبانی محیط بانی مواجه می‌شویم، که معمولاً با کمی صحبت و به یقین رسیدن نگهبانان از اینکه شما قاچاقچی چوب نیستید در را باز کرده و اجازه ورود به جاده جنگلی را می‌دهند که پس از حدود ۱۵ کیلومتر طی کردن جاده خاکی و ناهموار جنگلی که فوق‌العاده زیباست پس از مشاهده تابلوی دشت ممرز از جاده فرعی تا کنار دریاچه را به دلیل خرابی جاده دسترسی در حدود ۳۰ دقیقه با پای پیاده طی کرده تا به کنار دریاچه خواهید رسید.

## امکانات موجود
با توجه به اینکه این دریاچه در منطقه حفاظت شده قرار گرفته است هنوز هیچ گونه امکاناتی در اطراف آن وجود نداشته باشد. البته این موضوع باعث شده است که این طبیعت تماشایی همچنان بکر باقی بماند.

## رسانه و فیلم‌های مرتبط
تاکنون فیلم‌ها و مستندهایی دربارهٔ این دریاچه ساخته شده یا در دست تهیه و ساخت می‌باشد. از جمله این فیلمها می‌توان به فیلم "دریاچه ارواح" ساخته رضا جعفری جوزانی و با همکاری دکترحسام بنی اقبال (مجری طرح) که اخیراً در دست ساخت است اشاره کرد. از جمله دیگر آثار می‌توان به کتابی به همین نام نوشته دارن شان اشاره نمود که با نام دریاچه ارواح ثبت شده است.

## مکانهایی با نام مشابه
از جمله مکانهای توریستی دیگر در اقصی نقاط جهان می‌توان به دریاچه روح (کانادا) اشاره کرد.